# Atemelia iridesma
Atemelia iridesma is een vlinder uit de familie Praydidae. De wetenschappelijke naam van de soort werd in 1930 gepubliceerd door Edward Meyrick.